# トゥルナヴェニ
トゥルナヴェニ（Târnăveni, 古称；Diciosânmartin, ハンガリー語：Dicsőszentmárton, ドイツ語：Sankt Martin, 古形；Marteskirch）はトランシルバニア中南部、メディアシュ市の北部に位置する、ムレシュ県 の都市。
古くからあるハンガリー語のディチェーセントマールトン、ドイツ語（ジーベンビュルゲン・ザクセン語）のザンクト・マルティーン（スキルヒ）の名でも知られる。トゥルナヴェニはトゥルナヴァ・ミカ川（小トゥルナヴァ川、キシュキュキュッレー川）に跨る。シビウの北部から道のり96キロメートル。
ユダヤ系作曲家リゲティ・ジェルジの生地であるが、この地にはほかにも大きなユダヤ教徒コミュニティーがあった（英語版：リゲティを参照）。他のトランシルバニアの町と同じようにハンガリー人、ルーマニア人、ドイツ人も住む。
2002年の人口は26,537人、1979年の推計人口は2万8000人。

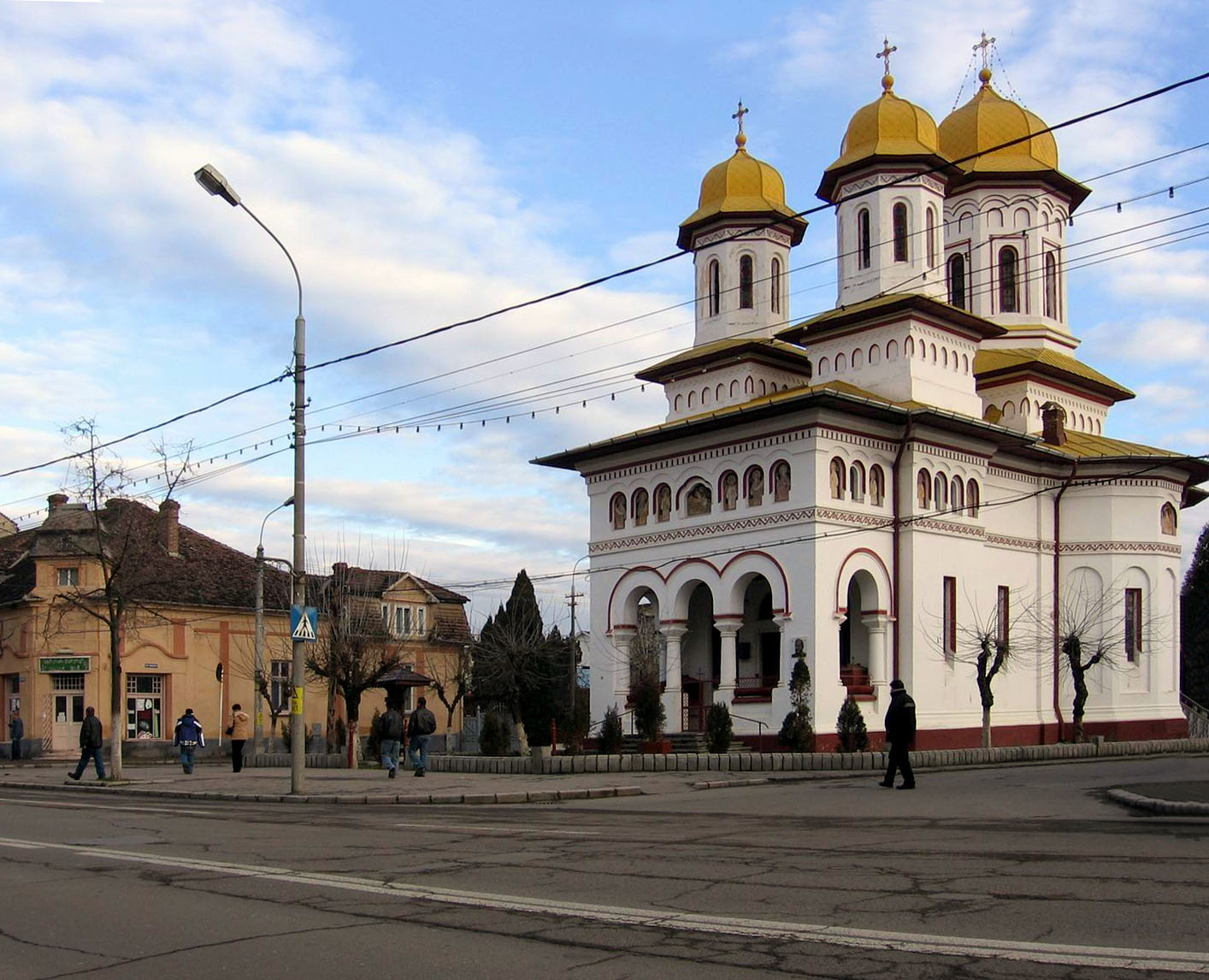
聖ギョルゲ教会

## 各都市からの距離
- ブクレシュティ（ブカレスト） - 360 km
- トゥルグ・ムレシュ　Targu Mures - 45 km
- クルージュ＝ナポカ - 102 km
- シビウ - 78 km
- メディアシュ　Medias - 25 km
- ブラジュ　Blaj - 36 km

## 歴史
1278年の文献に「Tysheu Sent Martun」として、翌年1279年のラテン語文献に「terra Dychen Sent Marton」の名で現れる。
トリアノン条約まではキシュ＝キュキュッレー県 Kis-Küküllő vármegye に属した。
1910年の総人口は4417人で、3210人のハンガリー人、957人のルーマニア人、118人のドイツ人がいた（ユダヤ教徒はハンガリー人に含まれ、ロマは言語によって区別されていると思われる）。
1992年の総人口は2万8634人で、2万54人のルーマニア人、5966人のハンガリー人、2368人のロマ、214人のドイツ人がいた。

## 出身者
- ベレニ・ラースロー、ラディスラウ・ベレニ　Ladislau Bölöni - トゥルグ・ムレシュ出身のハンガリー人のサッカー選手で、キミカ・トゥルナヴェニ でプレーした。
- リゲティ・ジェルジ：作曲家

## 姉妹都市
- ハイドゥーソボスロー、ハンガリー(1990年から)
- ロンシャン、フランス (1998年から)